# 行政院功能業務與組織調整
行政院功能業務與組織調整，通稱行政院組織改造、或簡稱為組改，泛指2012年起，中華民國政府針對行政院及其所屬部會進行的一系列組織整併改造措施。組改從1990年代就有初步討論。直到2012年1月1日起實行分段組改前，行政院共管轄37個部會。行政院組織改造後，將預定管轄33個部會。截至2025年，只剩下行政院公共工程委員會尚未完成改造。

## 背景
中華民國政府自行憲起，中央政府行政機關的組織架構長期維持8部2會的建制。進入1970年代之後，因應施政上的需要，國家最高行政機關行政院開始大量增設所屬機關；但開始擴大編制之後，過多的組織機關反而不利於政務的推行，例如行政院屬下具有部會地位的委員會便高達21個之多。
有鑑於此，1990年代起，行政院著手規劃進行「中央政府改革工程」（又有中華民國政府改造、行政院組織改造、中央政府組織再造、中央政府再造等名稱）。中華民國總統府於2001年10月25日成立中央政府改造委員會，下設5個研究分組，專責規劃當前政府改革問題
之後，立法院於2004年6月11日通過《中央行政機關組織基準法》、2010年1月12日通過《行政院組織法》、《中央行政機關組織基準法》、《中央政府機關總員額法》、《行政院功能業務與組織調整暫行條例》等修正案，俗稱「政府組織再造四法」，以確立中央政府各行政部門進行組織調整的基準法源，並將該政策法定名稱定為「行政院功能業務與組織調整」，由政府治理之主管機關負責執行（行政院研究發展考核委員會→國家發展委員會→行政院人事行政總處）。

## 組織改造架構

### 實施前架構
2012年組改前，中華民國中央行政部門共有37個部會，分為8部、2會、2局、1處、3署、21委員會，以及受行政院督導之獨立機關中央銀行與國立故宮博物院。
| - 8部： 1. 內政部 2. 外交部 3. 國防部 4. 財政部 5. 教育部 6. 法務部 7. 經濟部 8. 交通部 | - 2會： 1. 僑務委員會 2. 蒙藏委員會 | - 21委員會： 1. 國軍退除役官兵輔導委員會 2. 大陸委員會 3. 原住民族委員會 4. 客家委員會 5. 金融監督管理委員會 6. 中央選舉委員會 7. 公平交易委員會 8. 國家通訊傳播委員會 9. 原子能委員會 10. 農業委員會 11. 公共工程委員會 12. 消費者保護委員會 13. 文化建設委員會 14. 飛航安全委員會 15. 青年輔導委員會 16. 體育委員會 17. 國家科學委員會 18. 勞工委員會 19. 經濟建設委員會 20. 研究發展考核委員會 21. 北美事務協調委員會 | - 3署： 1. 衛生署 2. 環境保護署 3. 海岸巡防署 | - 局、處及內部單位： 1. 新聞局 2. 人事行政局 3. 主計處 4. 秘書處 5. 法規委員會 - 其他機關（受行政院督導之獨立機關）： 1. 國立故宮博物院 2. 中央銀行 |

註：粗體為已經升格、更名重組，斜體為改隸或降格，刪除線為已經裁撤

### 預定架構
行政院完成組織改造後，除去院本部外，將有33個部會，分別為15部、9會、5獨立機關、1行、1院、2總處。

#### 二級機關
| - 15部： 1. 內政部 2. 外交部 3. 國防部 4. 財政部 5. 教育部 6. 法務部 7. 文化部 8. 衛生福利部 9. 勞動部 10. 經濟部 11. 交通部 12. 環境部 13. 農業部 14. 數位發展部 15. 運動部 | - 9會： 1. 僑務委員會 2. 國軍退除役官兵輔導委員會 3. 大陸委員會 4. 原住民族委員會 5. 客家委員會 6. 金融監督管理委員會 7. 國家發展委員會 8. 海洋委員會 9. 國家科學及技術委員會 | - 3獨立機關： 1. 中央選舉委員會 2. 公平交易委員會 3. 國家通訊傳播委員會 - 1行： 1. 中央銀行 - 1院： 1. 國立故宮博物院 | - 2總處： 1. 行政院人事行政總處 2. 行政院主計總處 |

#### 三級機關
- 3獨立機關：

1. 核能安全委員會
2. 國家運輸安全調查委員會
3. 不當黨產處理委員會（任務編組）

相關法律的生效時間，《行政院組織法》新條文於民國101年（2012年）元旦起正式實施，《中央行政機關組織基準法》新條文於2010年2月5日實施；《行政院功能業務與組織調整暫行條例》（部分條文從2010年6月1日）和《行政院組織法》同日實施；實施至2022年1月31日止。《中央政府機關總員額法》自2010年4月1日實施。

## 機關組織變化

### 二級機關
新成立
1. 國家發展委員會：2014年1月22日行政院經濟建設委員會、行政院研究發展考核委員會整併成立。
2. 海洋委員會：2018年4月28日正式成立。
3. 促進轉型正義委員會：2018年5月31日正式成立。
4. 數位發展部：2022年8月27日正式成立。
5. 運動部：2025年9月9日正式成立。

更名或改組
1. 客家委員會：2012年元旦摘除行政院字樣，成為正部會級機關。
2. 公平交易委員會：2012年2月6日摘除行政院字樣，成為正部會級機關。
3. 行政院人事行政總處：2012年2月6日由行政院人事行政局改制。
4. 行政院主計總處：2012年2月6日由行政院主計處改制。
5. 文化部：2012年5月20日由行政院文化建設委員會升格。
6. 金融監督管理委員會：2012年7月1日摘除行政院字樣，成為正部會級機關。
7. 衛生福利部：2013年7月23日由行政院衛生署升格。
8. 國軍退除役官兵輔導委員會：2013年11月1日摘除行政院字樣，成為正部會級機關。
9. 勞動部：2014年2月17日由行政院勞工委員會升格。
10. 科技部：2014年3月3日由行政院國家科學委員會升格。
11. 原住民族委員會：2014年3月26日摘除行政院字樣，成為正部會級機關。
12. 大陸委員會：2018年7月2日摘除全銜之行政院字樣，成為正部會級機關。[8]
13. 國家科學及技術委員會：2014年3月3日升格為科技部，2022年7月27日成為摘除行政院字樣之委員會。
14. 農業部：2023年8月1日由行政院農業委員會升格。
15. 環境部：2023年8月22日由行政院環境保護署升格。

組織部分調整
1. 法務部：2012年元旦。
2. 中央銀行：2012年元旦。
3. 國家通訊傳播委員會：2012年8月1日，和中央選舉委員會及公平交易委員會為獨立機關。
4. 外交部：2012年9月1日。
5. 財政部：2013年元旦。
6. 教育部：2013年元旦。
7. 國防部：2013年元旦。
8. 僑務委員會：2012年9月1日。
9. 交通部：2023年9月15日。
10. 內政部：2023年9月20日。
11. 經濟部：2023年9月26日。

降格
1. 行政院消費者保護委員會：2012年元旦降為行政院消費者保護處（行政院本部單位）以及屬於任務編組性質的行政院消費者保護會。
2. 行政院飛航安全委員會：2012年6月5日改制為飛航安全調查委員會，降格為行政院下直屬的三級獨立機關。
3. 行政院青年輔導委員會：2013年元旦降為教育部青年發展署，青年就業業務轉入勞動部。
4. 行政院體育委員會：2013年元旦降為教育部體育署。
5. 行政院海岸巡防署：2018年4月28日降為海洋委員會海巡署。
6. 行政院原子能委員會：2023年9月27日[10]降為行政院直屬的中央三級機關，並更名為核能安全委員會。

裁撤
1. 行政院新聞局：2012年5月20日裁撤，改為行政院發言人室（屬行政院院本部），部分業務分別併入文化部影視及流行音樂產業局與外交部。
2. 行政院研究發展考核委員會：2014年1月22日裁撤併入國家發展委員會。
3. 行政院經濟建設委員會：2014年1月22日裁撤併入國家發展委員會。
4. 蒙藏委員會：2017年9月15日裁撤，改為文化部蒙藏文化中心（文化部派出單位），部分業務分別併入大陸委員會與外交部。[11]
5. 行政院公共工程委員會：計畫裁撤，未來將拆解併入國家發展委員會跟內政部國土管理署。

### 三級機關
新成立
1. 不當黨產處理委員會：2016年8月31日正式成立，直屬行政院。
2. 行政院人事行政總處公務人力發展學院：2017年7月7日整併行政院人事行政總處公務人力發展中心與行政院人事行政總處地方行政研習中心新成立。
3. 交通部高速公路局：2018年2月12日整併交通部臺灣區國道高速公路局與交通部臺灣區國道新建工程局新成立。
4. 交通部鐵道局：2018年6月11日整併交通部高速鐵路工程局與交通部鐵路改建工程局新成立。
5. 行政院農業委員會農田水利署：2020月10月1日整併行政院農業委員會農田水利處與農田水利會新成立。之後2023年8月1日行政院農業委員會升格為農業部而更名為農業部農田水利署。
6. 國防部全民防衛動員署：2022年1月1日整併國防部全民防衛動員室、國防部參謀本部作戰計畫室與國防部後備指揮部新成立。
7. 農業部林業及自然保育署：2023年8月1日整併行政院農業委員會林務局與國軍退除役官兵輔導委員會榮民森林保育事業管理處新成立。
8. 國家環境研究院：2023年8月22日整併行政院環境保護署環境檢驗所、行政院環境保護署環境保護人員訓練所新成立。
9. 內政部國家公園署：2023年9月20日原相關業務整併內政部營建署因而脫離該署新成立。
10. 經濟部地質調查及礦業管理中心：2023年9月26日整併經濟部中央地質調查所與經濟部礦務局新成立。

部會改隸且改組
1. 內政部兒童局：2013年7月23日整併內政部社會司部份業務改隸衛生福利部，更名為衛生福利部社會及家庭署。
2. 國立中國醫藥研究所：2013年7月23日改隸衛生福利部，更名為衛生福利部國家中醫藥研究所。
3. 行政院研究發展考核委員會檔案管理局：2014年1月22日改隸國家發展委員會，更名為國家發展委員會檔案管理局。

原部會內改組
1. 財政部關稅總局：2013年元旦改組為財政部關務署。
2. 財政部國有財產局：2013年元旦改組為財政部國有財產署。
3. 財政部財稅資訊中心：2013年元旦改組為財政部財政資訊中心。
4. 教育部中部辦公室：2013年元旦整併教育部中等教育司、技職司、國教司、文教處等單位，改組為教育部國民及學前教育署。
5. 國防部總政治作戰局：2013年元旦改組為國防部政治作戰局。
6. 行政院衛生署國民健康局：2013年7月23日改組為衛生福利部國民健康署。
7. 行政院衛生署疾病管制局：2013年7月23日改組為衛生福利部疾病管制署。
8. 行政院衛生署食品藥物管理局：2013年7月23日改組為衛生福利部食品藥物管理署。
9. 行政院衛生署中央健康保險局：2013年7月23日改組為衛生福利部中央健康保險署。
10. 行政院勞工委員會職業訓練局：2014年2月17日改組為勞動部勞動力發展署。
11. 行政院勞工委員會勞工安全衛生處：2014年2月17日改組為勞動部職業安全衛生署。
12. 行政院勞工委員會勞工保險局：2014年2月17日改組為勞動部勞工保險局。
13. 行政院勞工委員會勞工退休基金監理會：2014年2月17日改組為勞動部勞動基金運用局。
14. 行政院勞工委員會勞工安全衛生研究所：2014年2月17日改組為勞動部勞動及職業安全衛生研究所。
15. 內政部入出國及移民署：2015年1月2日改組為內政部移民署。
16. 飛航安全調查委員會：2019年8月1日改組為國家運輸安全調查委員會。
17. 經濟部加工出口區管理處：2021年11月30日改組為經濟部產業園區管理局。
18. 科技部新竹科學園區管理局：2022年7月27日改組為國家科學及技術委員會新竹科學園區管理局。
19. 科技部中部科學園區管理局：2022年7月27日改組為國家科學及技術委員會中部科學園區管理局。
20. 科技部南部科學園區管理局：2022年7月27日改組為國家科學及技術委員會南部科學園區管理局。
21. 行政院農業委員會動植物防疫檢疫局：2023年8月1日改組為農業部動植物防疫檢疫署。
22. 行政院農業委員會水土保持局：2023年8月1日改組為農業部農村發展及水土保持署。
23. 行政院農業委員會農業金融局：2023年8月1日改組為農業部農業金融署。
24. 屏東農業生物科技園區籌備處：2023年8月1日改組為農業部農業科技園區管理中心。
25. 行政院環境保護署毒物及化學物質局：2023年8月22日改組為環境部化學物質管理署。
26. 行政院環境保護署環境督察總隊：2023年8月22日改組為環境部環境管理署。
27. 行政院環境保護署氣候變遷辦公室：2023年8月22日改組為環境部氣候變遷署。
28. 行政院環境保護署資源循環辦公室：2023年8月22日改組為環境部資源循環署。
29. 交通部觀光局：2023年9月15日改組為交通部觀光署。
30. 交通部中央氣象局：2023年9月15日改組為交通部中央氣象署。
31. 交通部公路總局：2023年9月15日改組為交通部公路局。
32. 內政部營建署：2023年9月20日改組為內政部國土管理署。
33. 經濟部工業局：2023年9月26日改組為經濟部產業發展署。
34. 經濟部商業司：2023年9月26日改組為經濟部商業發展署。
35. 經濟部國際貿易局：2023年9月26日改組為經濟部國際貿易署。
36. 經濟部能源局：2023年9月26日改組為經濟部能源署。
37. 經濟部中小企業處：2023年9月26日改組為經濟部中小及新創企業署。
38. 經濟部加工出口管理處：2023年9月26日改組為經濟部產業園區管理局。

未來增設
1. 內政部新住民署：2025年，內政部未來增設的所屬機關。
2. 運動部全民運動署：2025年，隨著運動部建立增設在轄下的所屬機關。
3. 衛生福利部國民年金局：日期未定，衛生福利部未來增設的所屬機關。

## 立法過程

### 李登輝政府時期
1988年10月，將《行政院組織法修正草案》首度送交立法院審查，並曾於民國79年（1990年）元旦二讀；但行政院於該年6月將其撤回。當時的草案重點為：
將8部增加為13部，新設或改名重組的有：
1. 衛生福利部
2. 農業部
3. 文化部
4. 勞動部
5. 經濟貿易部等

將委員會數量減為7會，共設：
1. 蒙藏委員會
2. 僑務委員會
3. 經濟建設委員會
4. 國軍退除役官兵輔導委員會
5. 原子能委員會
6. 國家科學委員會
7. 研究發展考核委員會

並增設2總署及1總處，分別是：
1. 新聞總署
2. 環境保護總署
3. 主計總處

### 陳水扁政府時期
2004年6月，制定《中央行政機關組織基準法》後，隨即擬定《行政院組織法修正草案》。此版本中央政府部門調整為十三部、四會和五獨立機關。重點為：
13部中有11個新設或更名重組，共有：
1. 內政與國土安全部
2. 外交及僑務部
3. 國防及退伍軍人部
4. 教育及體育部
5. 經濟貿易部
6. 交通及建設部
7. 勞動及人力資源部
8. 農業部
9. 衛生及社會安全部
10. 環境資源部
11. 文化及觀光部

4會中新設2會：
1. 國家發展及科技委員會
2. 海洋委員會

5獨立機關中除將央行、中選會和公平會改制外並增設： 
1. 金融監督管理委員會
2. 國家通訊傳播委員會

但該版本未完成立法。

### 馬英九政府時期
2008年7月21日，成立行政院組織改造推動小組，由行政院副院長擔任該小組召集人。並於民國98年（2009年）4月9日通過《行政院組織法修正草案》擬將部會整併為十三部、九會、二總處、二其他機關及三獨立機關。該版本重點為：
13部中新設及更名重組7部，分別是：
1. 文化部
2. 衛生福利部
3. 勞動部
4. 交通及建設部
5. 農業部
6. 環境資源部
7. 科技部

委員會中增設國家發展委員會和海洋委員會。
3個獨立機關為：
1. 中央選舉委員會
2. 國家通訊傳播委員會
3. 公平交易委員會

新增的2個總處是：
1. 行政院主計總處
2. 行政院人事行政總處

2009年10月12日，立法院司法及法制委員會完成《中央行政機關組織基準法修正草案》及《中央政府機關總員額法草案》初審；同年11月11日，《行政院功能業務與組織調整暫行條例草案》完成初審。同年12月14日《行政院組織法修正草案》完成初審，並展開朝野協商。
2010年1月12日，立法院三讀通過《行政院組織法》修正案、《中央行政機關組織基準法》修正案、《中央政府機關總員額法》、《行政院功能業務與組織調整暫行條例》等攸關政府組織再造的4項法案（合稱「政府組織再造四法」），並於同年2月3日經總統正式公佈，自此終確立中央行政機關的新架構。行政院將於民國2012年1月1日起，由原有的37部會分階段整併為29個部會。分成14部、8會、3獨立機關、1行、1院、2總處，中央政府總員額上限則從現行的19萬200人減至17萬3000人。
2012年1月1日起，陸續啟動新的行政院及中央部會組織架構。原組織架構的11部會，原行政院新聞局、行政院消費者保護委員會、行政院青年輔導委員會、行政院體育委員會、行政院經濟建設委員會及行政院研究發展考核委員會等已遭裁撤或降編；尚有行政院海岸巡防署、蒙藏委員會、行政院公共工程委員會及行政院原子能委員會等待新法源實施後也將裁撤或降編。
2012年10月1日，行政院人事行政總處「總處培字第10100518151號函」載明：「因應行政院組織改造，有關行政院所屬機關（構）考試職缺之實際用人機關、工作地點及內容，以分發機關辦理分配作業時為準；另該職缺可能配合行政院組織調整，移撥至他機關。」

### 蔡英文政府時期
2016年10月11日，蔡英文總統在執政決策協調會中指出，剩下六部會組改將分成二階段進行，首先將處理陸委會和經濟及能源部組織法和裁撤蒙藏委員會。
2017年9月15日，蒙藏委員會正式裁撤；12月23日正式廢止組織法。
2018年4月28日，海洋委員會在高雄市成立。原行政院海岸巡防署同時降為該會所屬機關。
2018年5月3日，行政院院會通過重擬的《內政部組織法》修正草案、《交通及建設部組織法》草案、《經濟及能源部組織法》草案、《環境資源部組織法》草案、《農業部組織法》草案以及《核能安全委員會組織法》草案，惟最後未實行。
2019年12月5日，中華民國總統蔡英文出席2019未來科技展開幕典禮致詞時表示，政府研議成立數位發展部會，將整合各部門，設立文化、資訊、資安、電信、網路及傳播五大領域的數位主管機關。
2021年12月28日，立法院三讀通過《行政院組織法》修正案，《國家科學及技術委員會組織法》以及《數位發展部組織法》，將成立數位發展部，並改組科技部為國家科學及技術委員會。
2022年5月5日，行政院通過新版《行政院組織法》修正草案、《內政部組織法》修正草案、《交通部組織法》修正草案、《經濟部組織法》修正草案、《環境部組織法》草案、《農業部組織法》草案、《核能安全委員會組織法》草案以及所屬機關機構組織法草案，將「經濟及能源部」、「交通及建設部」及「環境資源部」之機關名稱分別修正為「經濟部」、「交通部」及「環境部」。
2022年7月27日，科技部改組為國家科學及技術委員會，同年8月27日數位發展部正式掛牌成立。
2023年5月9日，立法院三讀通過《環境部組織法》，由環境保護署升格的環境部將下設4署、1院，包含氣候變遷署、資源循環署、化學物質管理署、環境管理署以及國家環境研究院。過去環境保護署的組織改造升格方案為環境資源部，其中外界期待山、林、水、土等自然資源整合治理，並未在「環境部」此版本中達成，對此立法院通過附帶決議要求行政院成立「自然資源整合小組」，指派政務委員召集，以協助跨部會協調自然資源治理工作。
2023年5月16日，立法院三讀通過《農業部組織法》，由農業委員會升格的農業部將下設7署、1中心、7試驗機構等三級單位，7署1中心包含農糧署、漁業署、動植物防疫檢疫署（由動植物防疫檢疫局改制）、林業及自然保育署（由林務局改制）、農村發展及水土保持署（由水土保持局改制）、農田水利署、農業金融署（由農業金融局改制）以及農業科技園區管理中心，7試驗機構包含農業試驗所、林業試驗所、水產試驗所、畜產試驗所、獸醫研究所、農業藥物試驗所與生物多樣性研究所。自520農民運動以來，「成立農業部」的訴求在35年後達成。同日還三讀通過《經濟部組織法》與《交通部組織法》修正案；經濟部調整為6司6處及10個三級行政機關，10個三級行政機關包含產業發展署（由工業局改制）、國際貿易署（由國貿局改制）、能源署（由能源局改制）、中小及新創企業發展署（由中小企業處改制）、商業發展署（由商業司改制）、水利署、智慧財產局、標準檢驗局、產業園區管理局與地質調查及礦業管理中心（由礦務局、中央地質調查所整併成立）；交通部僅有觀光局改制為觀光署、氣象局改制為中央氣象署。
2023年5月27日，立法院三讀通過《內政部組織法》修正案、《內政部消防署組織法》修正案與《內政部國土管理署組織法》、《內政部國家公園署組織法》，內政部本部調整為8司6處1中心，所屬機關有役政署降編回役政司、營建署整併改組為國土管理署、新成立國家公園署。
2023年5月29日，立法院三讀通過《核能安全委員會組織法》，由行政院原子能委員會降編為核能安全委員會，改為直屬中央三級獨立機關，附設輻射偵測中心。
2023年5月31日，立法院修正個人資料保護法，增訂之第1-1條文規定主管機關為個人資料保護委員會，施行日期，由行政院定之。
 
個人資料保護委員會籌備處於2023年12月5日成立，將提出組織法規草案，個人資料保護委員會預計在2025年8月前正式成立。 
2023年8月1日，農業部正式成立，同年8月22日，環境部正式成立。

### 賴清德政府時期
2024年8月，行政院宣布落實賴清德總統設體育暨運動發展部競選政見；設體育暨運動發展部諮詢小組，9月公布諮詢委員名單，10月決議定名為「運動部」。
2024年10月17日，行政院通過《運動部組織法》修正草案以及所屬機關機構組織法草案，預計組織規劃6司、1署、3行政法人。
2025年1月7日，立法院三讀通過《行政院組織法》修正案，《運動部組織法》，將成立運動部，從教育部體育署升格為運動部。將於同年9月9日實施。

## 執行日程

### 2012年
- 1月1日：
  - 實施新組織架構[40]：行政院本部、法務部、國立故宮博物院、中央選舉委員會、中央銀行
  - 既有機關改制：客家委員會（由行政院客家委員會改制）[41]
  - 裁併機關：行政院消費者保護處（原行政院消費者保護委員會裁撤併入行政院本部單位）
  - 新機關成立：行政院性別平等處[42]
- 2月6日，既有機關改制：行政院主計總處（由行政院主計處改制）[43]、行政院人事行政總處（由行政院人事行政局改制）[44]、公平交易委員會（由行政院公平交易委員會改制）[45]
- 5月20日：
  - 既有機關改制：文化部（由行政院文化建設委員會升格）[46]、飛航安全調查委員會（由行政院飛航安全委員會改制）[47]
  - 裁撤機關：行政院新聞局（其業務分由行政院發言人室、外交部與文化部承接）[48]
- 7月1日，既有機關改制：金融監督管理委員會（由行政院金融監督管理委員會改制）[49]
- 8月1日，組織部分調整：國家通訊傳播委員會
- 9月1日，組織部分調整：外交部[50]、僑務委員會

### 2013年
- 1月1日：
  - 實施新組織架構：財政部[註 5]、教育部、國防部
  - 既有機關降級：行政院體育委員會（改制為教育部體育署）、行政院青年輔導委員會（改制為教育部青年發展署）
- 7月23日，既有機關改制：衛生福利部（由行政院衛生署升格）[51]
- 11月1日，既有機關改制：國軍退除役官兵輔導委員會（由行政院國軍退除役官兵輔導委員會改制）

### 2014年
- 1月22日：
  - 新機關成立：國家發展委員會（合併行政院經濟建設委員會與行政院研究發展考核委員會）
  - 裁撤機關：行政院經濟建設委員會、行政院研究發展考核委員會（併入國家發展委員會）
- 2月17日，既有機關改制：勞動部（由行政院勞工委員會升格）
- 3月3日，既有機關改制：科技部（由行政院國家科學委員會升格）
- 3月26日，既有機關改制：原住民族委員會（由行政院原住民族委員會改制）

### 2016年
- 8月31日：
  - 新機關成立：不當黨產處理委員會

### 2017年
- 9月15日：裁撤機關：蒙藏委員會（改由文化部蒙藏文化中心承接主要業務，次要業務由行政院大陸委員會與外交部接收[11]）

### 2018年
- 4月28日：
  - 新機關成立：海洋委員會
  - 既有機關降級：行政院海岸巡防署（併入海洋委員會，並降級為海洋委員會轄下的海巡署）
- 5月31日：
  - 新機關成立：促進轉型正義委員會
- 7月2日：
  - 既有機關改制：大陸委員會（由行政院大陸委員會改制）

### 2019年
- 8月1日：
  - 既有機關改制：國家運輸安全調查委員會（由飛航安全調查委員會改制）

### 2022年
- 5月31日：
  - 裁撤機關：促進轉型正義委員會[52]（任務結束，改由內政部、法務部、文化部、衛生福利部、教育部、國家發展委員會等六個部會承接業務）
- 7月27日：
  - 既有機關改制：國家科學及技術委員會（由科技部改制）
- 8月27日：
  - 新機關成立：數位發展部

### 2023年
- 8月1日：
  - 既有機關改制：農業部（由行政院農業委員會改制）[53]
- 8月22日：
  - 既有機關改制：環境部（由行政院環境保護署改制）[54]
- 9月15日：
  - 實施新組織架構：交通部
- 9月20日：
  - 實施新組織架構：內政部
- 9月26日：
  - 實施新組織架構：經濟部
- 9月27日：
  - 既有機關改制：核能安全委員會（由行政院原子能委員會改制）[10]

### 2025年
- 9月9日：
  - 既有機關改制：運動部（由教育部體育署改制）[55]

### 日期未定
- 擬增設：個人資料保護委員會[56]、運動部全民運動署[57][58]、內政部新住民發展署、衛生福利部國民年金局

- 擬裁撤：行政院公共工程委員會，未來將拆解併入國家發展委員會跟內政部國土管理署
- 擬整併：行政院消費者保護會與公平交易委員會合併[59]

## 外部連結
- 行政院人事行政總處-行政院組改專區 （页面存档备份，存于）
- 行政院及所屬各機關組織調整作業手冊（100年8月修正版）- 組織改造主題網[永久]
- 行政院組織改造檔案展